# Шпектор, Александр Вадимович
Александр Вадимович Шпектор (род. 24 августа 1954, Москва) — российский кардиолог, доктор медицинских наук, профессор,член-корреспондент РАН (2019).

## Биография
Окончил лечебный факультет Московского государственного медико-стоматологического университета.
Почетный заведующий кафедрой кардиологии Московского государственного медико-стоматологического университета, руководитель Университетской клиники кардиологии Городской клинической больницы № 23 имени И. В. Давыдовского (Москва).

## Научная деятельность
Специалист в области кардиологии.
Основные научные результаты:
- создана и внедрена в практику «инфарктная сеть» в Москве, направленная на оптимизацию оказания медицинской помощи пациентам с острым инфарктом миокарда и позволившая более чем в 3 раза снизить госпитальную летальность от этого заболевания;
- создана и внедрена в практику сеть эндоваскулярного лечения ишемических инсультов в Москве;
- исследованы и внедрены в практику методы коррекции состояния эндотелия у больных острым инфарктом миокарда;
- показана роль герпес-вирусов и экстраклеточных везикул в патогенезе атеросклероза.

Автор более 200 научных работ, из них 11 монографий, одного патента РФ, 6 учебно-методических пособий.
Заместитель главного редактора журнала «Креативная Кардиология», соавтор официального руководства Европейского Общества Кардиологии по неотложной кардиологии, член редколлегий журналов «American Journal of Medicine» (США) и «European Heart Journal — Acute Cardiovascular Care» (EHJ-ACVC).

## Награды
- Орден Почёта (2019)[3]
- Заслуженный врач Российской Федерации (2012)[4]